# العلاقات التوفالية الروسية
العلاقات التوفالية الروسية هي العلاقات الثنائية التي تجمع بين توفالو وروسيا.

## مقارنة بين البلدين
هذه مقارنة عامة ومرجعية للدولتين:
| وجه المقارنة                                              | توفالو                         | روسيا                                   |
| --------------------------------------------------------- | ------------------------------ | --------------------------------------- |
| المساحة (كم2)                                             | 26                             | 17.08 مليون                             |
| عدد السكان (نسمة)                                         | 11.19 ألف                      | 146.80 مليون                            |
| الكثافة السكانية (ن./كم²)                                 | 43.04 ألف                      | 8.59                                    |
| العاصمة                                                   | فونافوتي                       | موسكو                                   |
| اللغة الرسمية                                             | اللغة التوفالوية، لغة إنجليزية | اللغة الروسية                           |
| العملة                                                    | دولار توفالو                   | روبل روسي                               |
| الناتج المحلي الإجمالي (بليون دولار)                      | 39.73 مليون                    | 1.58 تريليون                            |
| الناتج المحلي الإجمالي (تعادل القوة الشرائية) بليون دولار | 38.93 مليون                    | 3.69 تريليون                            |
| الناتج المحلي الإجمالي الاسمي للفرد دولار أمريكي          | 3.29 ألف                       | 9.09 ألف                                |
| الناتج المحلي الإجمالي للفرد دولار أمريكي                 | 3.77 ألف                       |                                         |
| مؤشر التنمية البشرية                                      |                                | 0.798                                   |
| رمز المكالمات الدولي                                      | +688                           | +7                                      |
| رمز الإنترنت                                              | .tv                            | .ru، .рф، .рус ‏، .su                    |
| المنطقة الزمنية                                           | ت ع م+12:00                    | Magadan Time ‏، ت ع م+02:00، ت ع م+12:00 |

## منظمات دولية مشتركة
يشترك البلدان في عضوية مجموعة من المنظمات الدولية، منها:
| علم المنظمة | اسم المنظمة                   | تاريخ انضمام توفالو | تاريخ انضمام روسيا |
| ----------- | ----------------------------- | ------------------- | ------------------ |
|             | مؤسسة التنمية الدولية         | 24 يونيو 2010       | 16 يونيو 1992      |
|             | البنك الدولي للإنشاء والتعمير | 24 يونيو 2010       | 16 يونيو 1992      |
|             | الاتحاد البريدي العالمي       | ?                   | ?                  |
|             | يونسكو                        | 21 أكتوبر 1991      | 21 أبريل 1954      |
|             | منظمة حظر الأسلحة الكيميائية  | ?                   | ?                  |
|             | الأمم المتحدة                 | 5 سبتمبر 2000       | 24 أكتوبر 1945     |
|             | الاتحاد الدولي للاتصالات      | 15 أغسطس 1996       | 1866               |

## وصلات خارجية
- موقع وزارة الخارجية الروسية